# AFK Atlantic Lázně Bohdaneč
El Athletic Fotbalový Klub Atlantic Lázně Bohdaneč (en español: Club Atlético de Fútbol Atlántico de Lázně Bohdaneč), conocido simplemente como Atlantic Lázně Bohdaneč, fue un equipo de fútbol de la República Checa que alguna vez jugó en la Liga de Fútbol de la República Checa, la primera división de fútbol en el país.

## Historia
Fue fundado en el año 1918 en la ciudad de Lazne Bohdanec con el nombre AFK Lazne Bohdanec, y cambiaron de nombre varias veces como:
- 1918/48 – AFK Lázně Bohdaneč
- 1948/94 – Sokol Lázně Bohdaneč
- 1994/2000 – AFK Atlantic Lázně Bohdaneč

El club tomó importancia luego de la separación de Checoslovaquia, llegando a jugar en la Gambrinus liga en la temporada 1997/98 luego de quedar en segundo lugar en la Druha liga. Esa fue la primera y última temporada del equipo en la máxima categoría luego de que terminara en penúltimo lugar entre 16 equipos y solo ganando dos de los 30 partidos que jugó.
Durante la temporada de 1999/2000 en la Druha liga mientras jugaban un partido de visitante ante el Prostějov, el dueño del club Jiri Nowak dio la orden a sus jugadores de que abandonaran la cancha en el minuto 43 cuando el marcador estaba 1-2 a favor del Prostějov con la justificación de que Michal Paták, el árbitro del partido, no estaba siendo justo con sus decisiones, con lo que se convirtió en el primer equipo de fútbol profesional de la República Checa en abandonar un partido oficial. El club fue multado con 300,000 coronas checas y le dieron la victoria al Prostějov con marcador de 0-3.
El club desapareció al finalizar la temporada 1999/2000 luego de fusionarse con el Slovan Pardubice.

## Palmarés
- Bohemian Football League: 1

1995–96
- Cuarta División de República Checa: 1

1994-95

## Últimas Temporadas
| Temporada | Liga           | Pos. | J  | G  | E  | P  | GF | GC | GD  | Pts | Copa      |
| --------- | -------------- | ---- | -- | -- | -- | -- | -- | -- | --- | --- | --------- |
| 1994–1995 | 4. liga        | 1.º  | 30 | 24 | 5  | 1  | 68 | 19 | +49 | 77  |           |
| 1995–1996 | 3. liga        | 1.º  | 34 | 25 | 7  | 2  | 82 | 21 | +61 | 82  | 1/16      |
| 1996–1997 | 2. liga        | 2.º  | 30 | 14 | 10 | 6  | 39 | 21 | +18 | 52  | 1/16      |
| 1997–1998 | Gambrinus liga | 15.º | 30 | 2  | 5  | 23 | 18 | 61 | –43 | 11  | 1/32      |
| 1998–1999 | 2. liga        | 7.º  | 30 | 9  | 10 | 11 | 25 | 32 | –7  | 37  | 1/32      |
| 1999–2000 | 2. liga        | 6.º  | 30 | 11 | 10 | 9  | 36 | 33 | +3  | 43  | 1.ª Ronda |